# Vila Viçosa
Vila Viçosa is een plaats en gemeente in het Portugese district Évora.
De gemeente heeft een totale oppervlakte van 195 km² en telde 8871 inwoners in 2001.

## Geschiedenis
Tijdens de Romeinse tijd was hier een kleine nederzetting. Het maakte daarna deel uit van het Visigotische rijk en vanaf begin 8ste eeuw waren het de moslims van Al-Andalus die de plaats tot in de 13de eeuw in bezit hadden. In 1217 werd de stad veroverd door de ridders van de Orde van Aviz namens Alfons II van Portugal.

## Bezienswaardigheden
- Castelo de Vila Viçosa, een kasteel uit de 14de eeuw, nu in gebruik als museum.
- Paleis van Vila Viçosa, een paleis, nu in gebruik als museum.
- Station van Vila Viçosa, een voormalig spoorwegstation, nu in gebruik als streekmuseum.
- Marmermuseum, gevestigd in een voormalige marmergroeve.

## Plaatsen in de gemeente
- Bencatel
- Ciladas
- Conceição (Vila Viçosa)
- Pardais
- São Bartolomeu (Vila Viçosa)

## Geboren in Vila Viçosa
- Martim Afonso de Sousa (1490/1500 - 21 juli 1571), een Portugese ontdekkingsreiziger.
- Catharina van Braganza (25 november 1638 - 30 november 1705), Portugese prinses en echtgenote van Karel II van Engeland